# あなたと握手
『あなたと握手』（あなたとあくしゅ）は、aikoのメジャー通算10作目のシングルで、ポニーキャニオンから2002年4月24日に発売。

## 概要
- 初回限定盤はカラートレイ仕様となっている。
- 「あなたと握手」は、森永乳業「ラクトフェリンヨーグルト」CMソングとしてタイアップされた。MVは約11ヶ月後に発売された「ウタウイヌ2」に収録されている。

## 曲目
1. あなたと握手
2. ゴーゴーマシン
3. 水玉シャツ
4. あなたと握手（instrumental）

- 全曲 作詞・作曲：AIKO、編曲：島田昌典